# Lijst van landen waar Italiaans een officiële taal is
Lijst van landen waar Italiaans een officiële taal is is een lijst van landen waar Italiaans de officiële of minstens een van de officiële talen is.

Italiaans taalgebied.
Verklaring
Inheemse taal
Administratieve taal
Tweede taal of niet officieel.
Italiaanstalige minderheden

## Enige of belangrijkste officiële taal
Lijst van landen waar Italiaans op nationaal vlak de belangrijkste of enige officiële taal is:
- Italië
- San Marino

## Mede-officieel gebruik
Lijst van landen waar Italiaans op nationaal vlak een mede-officiële taal is:
- Zwitserland (naast drie andere talen)
- Vaticaanstad (naast het Latijn)

## In gebruik als tweede taal of niet officieel
- Albanië
- Ethiopië
- Eritrea
- Frankrijk (in Corsica en Provence-Alpes-Côte d'Azur
- Griekenland
- Libië
- Malta
- Montenegro
- Somalië